# Juhan Kuus
Juhan Kuus was een Zuid-Afrikaans fotograaf die bekend werd voor zijn foto's van armoede en racisme tijdens de apartheid in Zuid-Afrika. In 1987 publiceerde hij het fotoboek South Africa in Black and White, dat in Zuid-Afrika verbannen werd.   Hij won twee keer de World Press Photo-prijs. Na zijn overlijden werd zijn persoonlijke fotoarchief gedoneerd aan het Dokfoto Center in de Estlandse hoofdstad Tallinn.

## Biografie
Kuus' vader emigreerde uit Estland naar Zuid-Afrika, en zijn moeder was Zuid-Afrikaans. Hij verliet school op 17-jarige leeftijd om als foto-assistent te werken voor Die Burger. Hij werkte voor Sipa Press tot 1999. Kuus stond er bekend om dat hij vaak op pad ging met een fles whiskey en een pistool. In zijn latere jaren woonde Kuus in een daklozenopvang in Kaapstad, waar hij in 2015 dodelijk ten val kwam.